# Przesyłanie strumieniowe
Przesyłanie strumieniowe − technologia przesyłania multimediów umożliwiająca odtwarzanie danego pliku audio/wideo w tym samym momencie, w którym dane są wysyłane, lub tuż po ich otrzymaniu, by zapobiec przerwom w odtwarzaniu. Przesyłanie strumieniowe eliminuje konieczność pobierania pliku przed jego odtworzeniem. Pliki przesyłane strumieniowo nie są zapisywane na dysku i ich kolejne fragmenty znikają z pamięci tuż po ich odtworzeniu. Technologia ta jest wykorzystywana najpowszechniej w radiu internetowym i telewizji internetowej.